# Indication géographique protégée en Suisse

Logo de l’IGP

Cet article concerne l'Indication géographique protégée de la Suisse. Pour l'Indication géographique protégée de l'Union Européenne, voir Indication géographique protégée. Pour les autres significations, voir IGP.
L'indication géographique protégée est un signe d'identification de la Suisse d'origine et de qualité qui permet de préserver les dénominations géographiques suisses et offre une possibilité de déterminer l'aire géographique dont est issu un produit agricole alimentaire quand il tire une partie de sa spécificité de cette aire.
L'indication géographique protégée certifie qu'« une étape au moins [du processus de production, de la matière première à l'élaboration du produit fini] doit être effectuée dans la zone de provenance » (moins strict que l'appellation d'origine protégée suisse).

## Dénominations géographiques préservées via l'IGP
- Bündnerfleisch (Viande des Grisons)[2]
- Glarner Kalberwurst (de)[2]
- Jambon cru du Valais
- Lard sec du Valais
- Longeole de Genève[2]
- St. Galler Bratwurst
- Saucisse d'Ajoie[2]
- Saucisse aux choux vaudoise[2]
- Saucisson neuchâtelois et Saucisse neuchâteloise[2]
- Saucisson vaudois[2]
- Viande séchée du Valais[2]
- Zuger Kirschtorte[2]

## Dénominations géographiques candidates à la préservation via l'IGP
- Appenzeller Mostbröckli (de)
- Appenzeller Siedwurst (de)
- Appenzeller Pantli
- Berner Zungenwurst